# Stipa atriseta
Stipa atriseta là một loài thực vật có hoa trong họ Hòa thảo. Loài này được Stapf ex Bor miêu tả khoa học đầu tiên năm 1970.